# Skärvums församling
Skärvums församling var en församling  i Skara stift i nuvarande Falköpings kommun. Församlingen uppgick 1757 i Grolanda församling.

Församlingskyrka var Skärvums kyrka som revs 1758. 

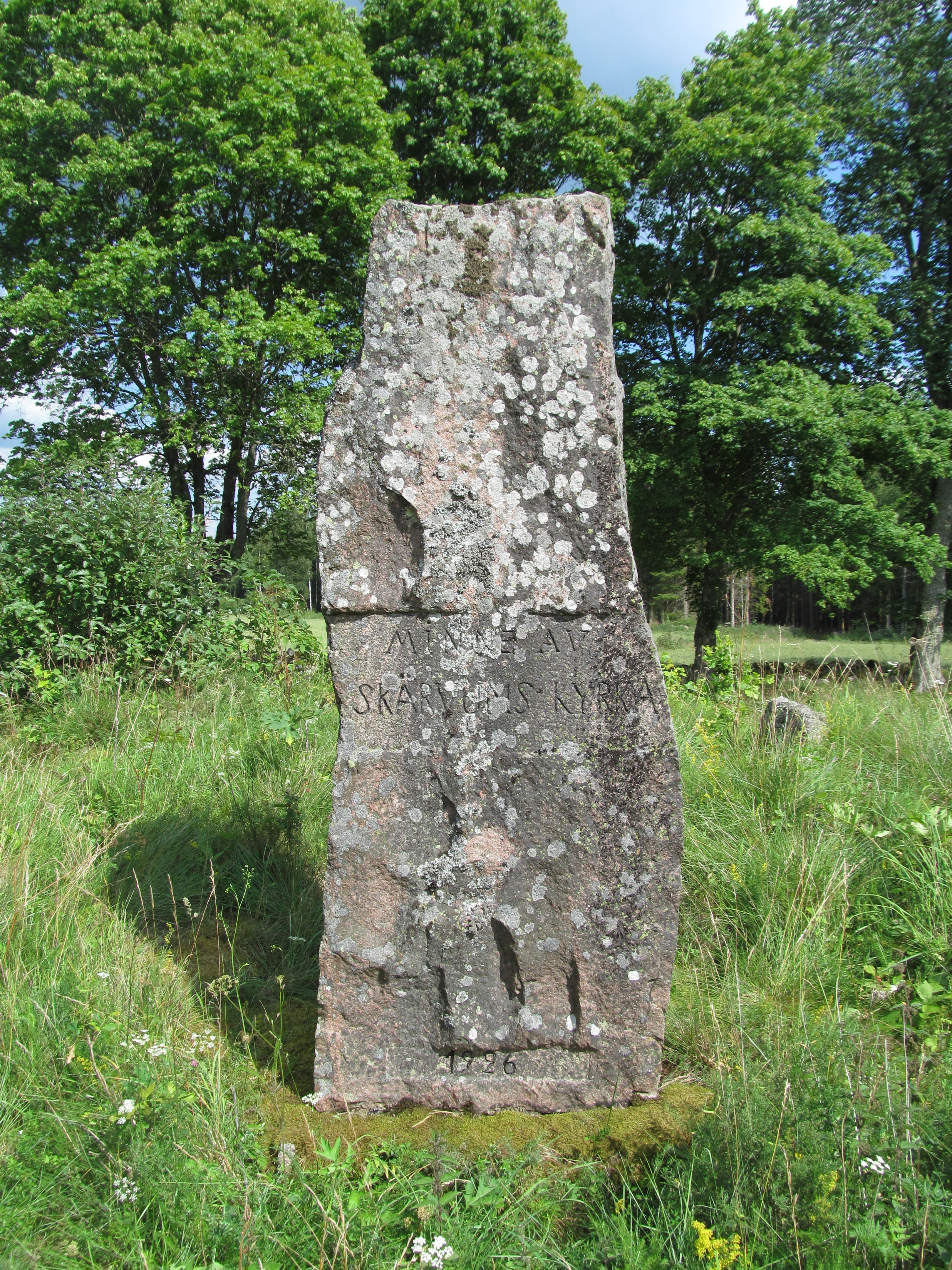
Minnessten över Skärvums kyrka.
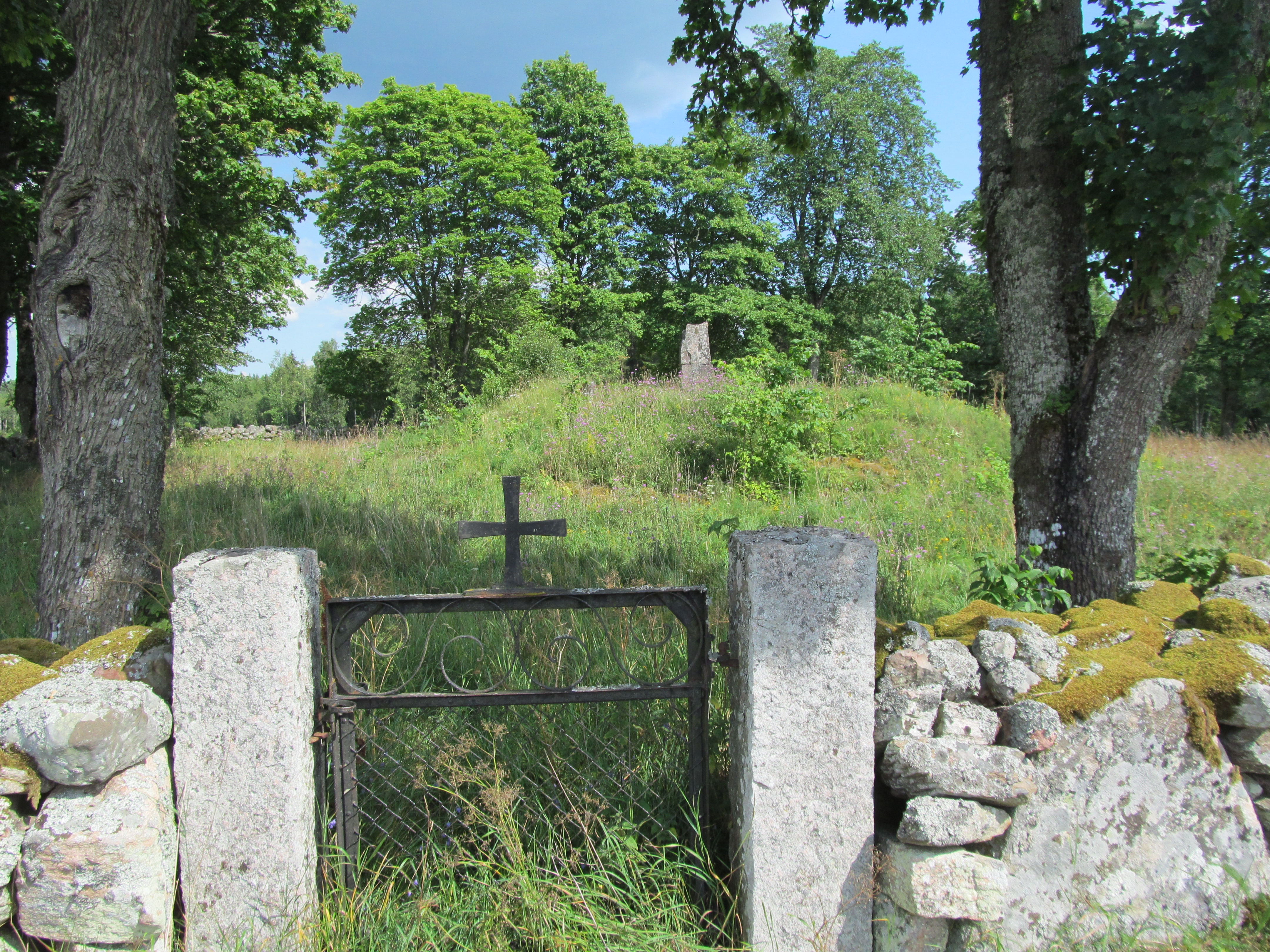
Skärvums kyrkoruin 2016
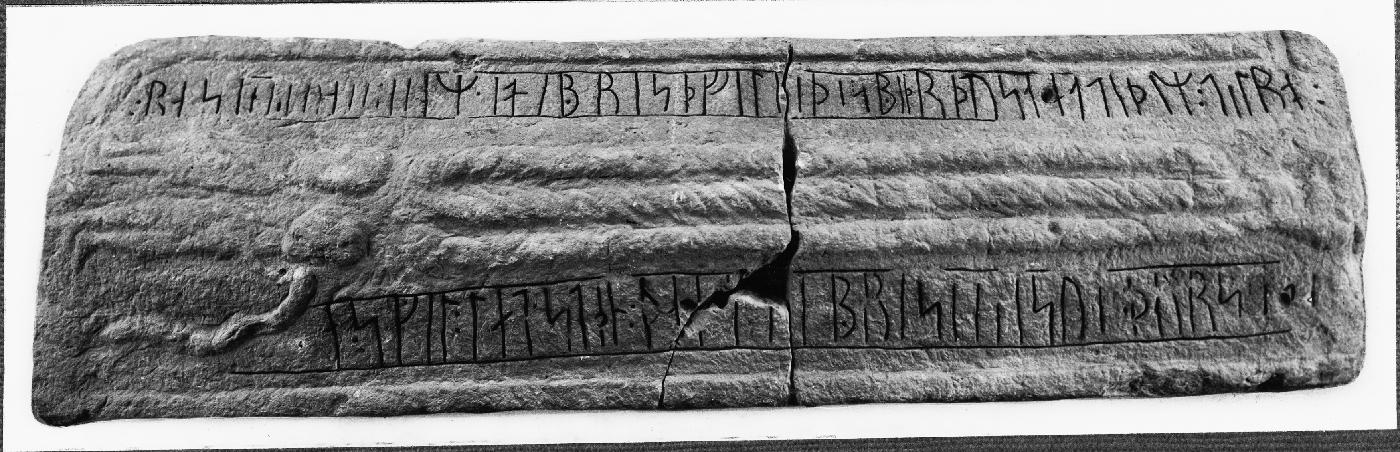
Gravsten Vg 129 med runor, 1100-tal. Nu på Västergötlands museum.

## Administrativ historik
Församlingen har medeltida ursprung och uppgick efter 1757 i Grolanda församling, efter att före dess ingått i samma pastorat.